# 永同駅
永同駅（ヨンドンえき）は、大韓民国忠清北道永同郡永同邑にある、韓国鉄道公社（KORAIL）京釜線の駅。

## 駅構造
島式ホーム2面4線を有する地上駅。駅舎と各ホームとは地下連絡通路で結ばれている。

### のりば
| 1・2 | 京釜線 | 大田・天安・水原・ソウル方面 |
| 3・4 | 京釜線 | 金泉・東大邱・密陽・釜山方面 |

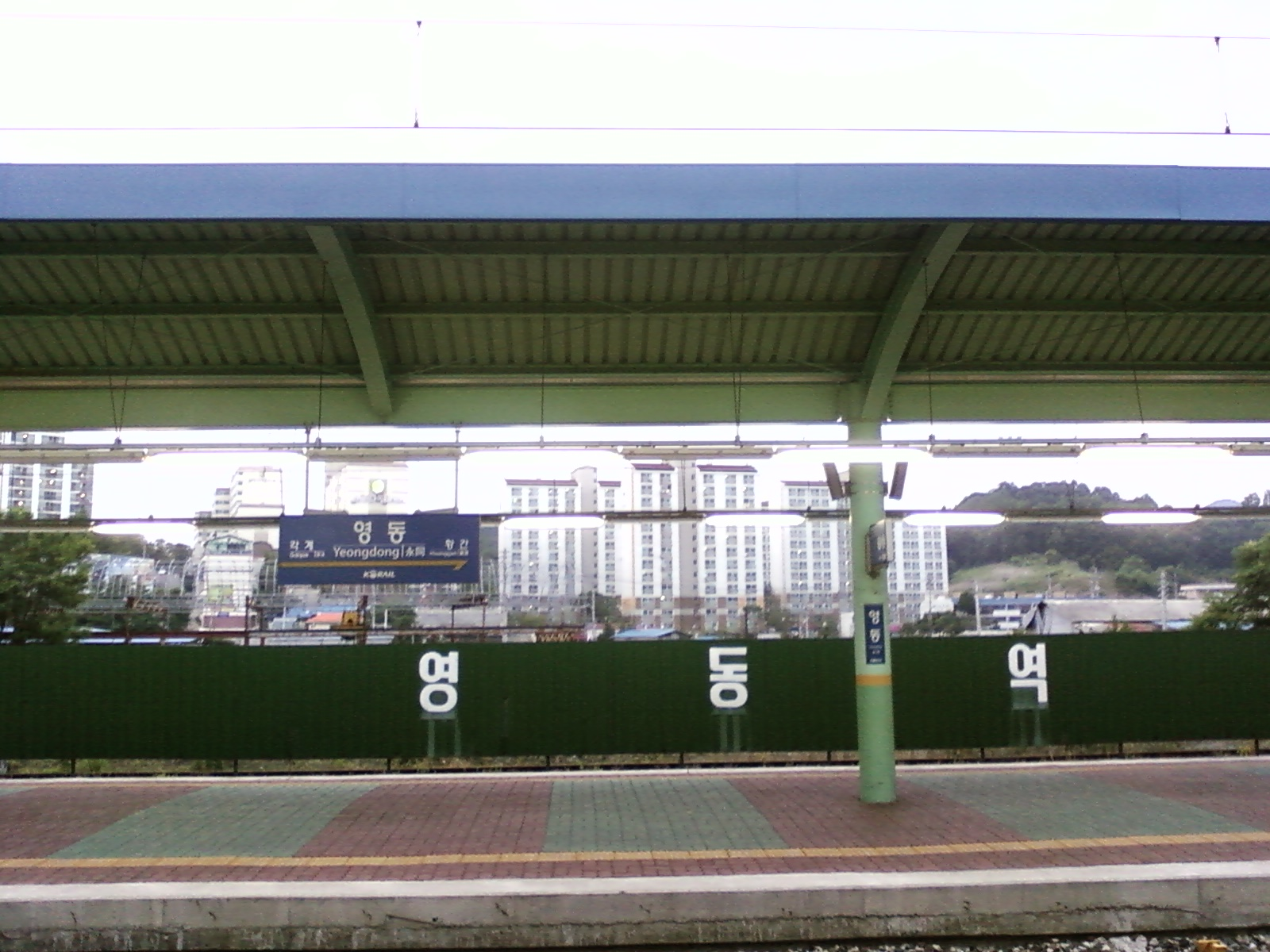
ホーム（2010年撮影）

## 利用状況
2010年度の1日平均乗車人員は1,664人、1日平均乗降人員は3,381人である。

## 駅周辺
- 永同郡庁
- 清州地方法院 永洞支院・清州地方検察庁 永洞支庁
- 永同共用バスターミナル
  - 永同高速バスターミナル
  - 永同市外バスターミナル
- 永同公設運動場
- 龍頭公園
- 永同高等学校
- 永同産業科学高等学校
- 永同インターネット高等学校

## 歴史
- 1905年1月1日 - 開業。
- 1999年6月4日 - 駅舎新築完工。

## 隣の駅
韓国鉄道公社　
京釜線　
ITX-セマウル
大田駅 - 永同駅 - 金泉駅
ムグンファ号
覚渓駅 - 永同駅 - 黄澗駅